# Spalanzani
Spalanzani è un personaggio del racconto L'uomo della sabbia (Der Sandmann), di Ernst Theodor Amadeus Hoffmann. Incarna il tipo dello scienziato pazzo e manipolatore. Nel racconto costruisce una donna meccanica, o per meglio dire una bambola meccanica, il che ne fa un precursore del dottor Frankenstein e della nutrita schiera di scienziati matti e blasfemi che cercano di creare la vita da corpi inanimati della letteratura e del teatro. Il nome del personaggio deriva da quello del celebre biologo Lazzaro Spallanzani.
Il personaggio è presente, tra l'altro, anche nel II atto dell'opera I racconti di Hoffmann di Jacques Offenbach e, con il nome di Coppelius, nel balletto Coppélia di Léo Delibes.